# Braslav Rabar
Braslav Rabar foi um jogador de xadrez da antiga Iugoslávia, com diversas participações nas Olimpíadas de xadrez. Rabar participou das edições de 1950, 1952 e 1954. Em 1950 conquistou a medalha de ouro individual e por equipes no quarto tabuleiro, em 1952 o bronze individual e por equipes no segundo tabuleiro, em 1954 a medalha de bronze individual pelo quarto tabuleiro.